# Софи Ъруин
Софи Ъруин (на английски: Sophie Irwin) е английска писателка на произведения в жанра исторически любовен роман.

## Биография и творчество
Софи Ъруин е родена през 1994 г. в Дорсет, Англия. Развива любов към книгите от ранна възраст и сама опитва да пише. Завършва гимназия в Шерборн. Следва английска филология в Оксфордския университет и завършва с дипломна работа за Джорджет Хейър. След дипломирането си се премества в Лондон и работи пет години като помощник на директора на издателство „Харпър Колинс“. Заедно с работата си през 2020 г. по време на пандемията пише първия си ръкопис, след което минава като редактор на свободна практика.
Първият ѝ роман „Наръчник на младата дама за лов на богат съпруг“ е издаден през 2022 г. Главната героиня, Кити Талбот, е в тежко финансово състояние след смъртта на родителите си, а трябва да се грижи и за четирите си по-малки сестри. С последните средства отива в Лондон, за да намери бързо богат съпруг, а срещу нея са амбициозните майки търсейки най-добрата партия за синовете си. Обиграният и циничен лорд Радклиф ѝ предлага сделка, за да ѝ намери богат съпруг. Но в тази игра може и да има и по-рядък улов – истинска любов.
Вторият ѝ роман „Наръчник на младата дама за скандали“ е издаден през 2023 г. Лейди Илайза Балфур остава вдовица и е свободна да контролира собственото си бъдеще, но ако според строгите правила на обществото Илайза с поведението си посрами фамилното име на строгия си съпруг, граф Съмърсет, тя ще загуби всички богатства. Но когато отива в курортното градче Бат започват слуховете за отношенията ѝ с новия лорд Съмърсет, и тя трябва да избира между крехката си свобода или пътя на сърцето.
Софи Ъруин живее в Южен Лондон.

## Произведения

### Самостоятелни романи
- A Lady's Guide to Fortune-Hunting (2022)[1][2]
Наръчник на младата дама за лов на богат съпруг, изд.: „Сиела“, София (2023), прев. Весела Ангелова
- A Lady's Guide to Scandal (2023)
Наръчник на младата дама за скандали, изд.: „Сиела“, София (2023), прев. Весела Ангелова